# Casteldelfino
Casteldelfino es una localidad y comune italiana de la provincia de Cuneo, región de Piamonte, con 190 habitantes.
Perteneció al Delfinado francés desde 1601 hasta 1713.

## Evolución demográfica
| Gráfica de evolución demográfica de Casteldelfino entre 1861 y 2001 |
|                                                                     |
| Fuente ISTAT - elaboración gráfica de Wikipedia                     |